# Episodi di Jane the Virgin (terza stagione)
La terza stagione della serie televisiva Jane The Virgin è andata in onda negli Stati Uniti dal 17 ottobre 2016 al 22 maggio 2017 sul network The CW.
In Italia la stagione è stata interamente pubblicata sul servizio on demand Netflix il 2 ottobre 2017.
Dopo che Jane perde la sua verginità, a partire dal quarto episodio di questa stagione le parole "The Virgin" del titolo vengono sostituite con un termine ogni volta diverso sempre riferito a Jane e inerente alla trama dell'episodio in questione.
| n° | Titolo originale    | Titolo italiano           | Prima TV USA     | Prima TV Italia |
| -- | ------------------- | ------------------------- | ---------------- | --------------- |
| 1  | Chapter Forty-Five  | Capitolo Quarantacinque   | 17 ottobre 2016  | 2 ottobre 2017  |
| 2  | Chapter Forty-Six   | Capitolo Quarantasei      | 24 ottobre 2016  | 2 ottobre 2017  |
| 3  | Chapter Forty-Seven | Capitolo Quarantasette    | 31 ottobre 2016  | 2 ottobre 2017  |
| 4  | Chapter Forty-Eight | Capitolo Quarantotto      | 7 novembre 2016  | 2 ottobre 2017  |
| 5  | Chapter Forty-Nine  | Capitolo Quarantanove     | 14 novembre 2016 | 2 ottobre 2017  |
| 6  | Chapter Fifty       | Capitolo Cinquanta        | 21 novembre 2016 | 2 ottobre 2017  |
| 7  | Chapter Fifty-One   | Capitolo Cinquantuno      | 28 novembre 2016 | 2 ottobre 2017  |
| 8  | Chapter Fifty-Two   | Capitolo Cinquantadue     | 23 gennaio 2017  | 2 ottobre 2017  |
| 9  | Chapter Fifty-Three | Capitolo Cinquantatré     | 30 gennaio 2017  | 2 ottobre 2017  |
| 10 | Chapter Fifty-Four  | Capitolo Cinquantaquattro | 6 febbraio 2017  | 2 ottobre 2017  |
| 11 | Chapter Fifty-Five  | Capitolo Cinquantacinque  | 13 febbraio 2017 | 2 ottobre 2017  |
| 12 | Chapter Fifty-Six   | Capitolo Cinquantasei     | 20 febbraio 2017 | 2 ottobre 2017  |
| 13 | Chapter Fifty-Seven | Capitolo Cinquantasette   | 27 febbraio 2017 | 2 ottobre 2017  |
| 14 | Chapter Fifty-Eight | Capitolo Cinquantotto     | 20 marzo 2017    | 2 ottobre 2017  |
| 15 | Chapter Fifty-Nine  | Capitolo Cinquantanove    | 27 marzo 2017    | 2 ottobre 2017  |
| 16 | Chapter Sixty       | Capitolo Sessanta         | 24 aprile 2017   | 2 ottobre 2017  |
| 17 | Chapter Sixty-One   | Capitolo Sessantuno       | 1 maggio 2017    | 2 ottobre 2017  |
| 18 | Chapter Sixy-Two    | Capitolo Sessantadue      | 8 maggio 2017    | 2 ottobre 2017  |
| 19 | Chapter Sixty-Three | Capitolo Sessantatré      | 15 maggio 2017   | 2 ottobre 2017  |
| 20 | Chapter Sixty-Four  | Capitolo Sessantaquattro  | 22 maggio 2017   | 2 ottobre 2017  |